# Mario Sports Superstars
Mario Sports Superstars es un videojuego deportivo desarrollado por Bandai Namco Studios y Camelot Software Planning y publicado por Nintendo para la consola portátil Nintendo 3DS. El videojuego contiene cinco minijuegos deportivos: fútbol, béisbol, tenis, golf y carreras de caballos, y fue lanzado en todo el mundo en marzo de 2017.

## Jugabilidad
El videojuego consiste en cinco deportes: fútbol, béisbol, tenis, golf y carreras de caballos. A pesar de la cantidad de deportes contenidos, no son minijuegos, sino más bien, recreaciones a gran escala de cada deporte. Por ejemplo, la parte de fútbol del videojuego consiste en un partido de once contra once, el mismo que es estándar en el deporte. Cada deporte individual contiene torneos individuales, multijugador local y modos de juego multijugador en línea.

## Desarrollo
El videojuego fue anunciado por primera vez durante un Nintendo Direct el 1 de septiembre de 2016. A pesar de la posesión de Nintendo de la franquicia de Mario, el título fue codesarrollado por Bandai Namco Studios y Camelot Software Planning, con este último habiendo desarrollado videojuegos para las series de videojuegos de Mario Golf y Mario Tennis. Mientras que la línea de videojuegos de deportes de Nintendo ha presentado entradas independientes en fútbol (Mario Strikers), béisbol (Mario Super Sluggers), tenis (Mario Tennis) y golf (Mario Golf), nunca habían presentado carreras de caballos, o compilado todos estos deportes en una compilación. El videojuego fue lanzado mundialmente en marzo de 2017. Al igual que con los anteriores títulos de Mario de deportes desarrollados por Camelot, la banda sonora fue escrita y arreglada por Motoi Sakuraba.

## Doblaje
| Personaje            | Actor de voz Original | Doblaje de Hispanoamérica  | Doblaje de España          |
| -------------------- | --------------------- | -------------------------- | -------------------------- |
| Mario                | Charles Martinet      | Charles Martinet           | Charles Martinet           |
| Luigi                | Charles Martinet      | Charles Martinet           | Charles Martinet           |
| Wario                | Charles Martinet      | Charles Martinet           | Charles Martinet           |
| Waluigi              | Charles Martinet      | Charles Martinet           | Charles Martinet           |
| Bebé Mario           | Charles Martinet      | Charles Martinet           | Charles Martinet           |
| Bebé Luigi           | Charles Martinet      | Charles Martinet           | Charles Martinet           |
| Mario de Metal       | Charles Martinet      | Charles Martinet           | Charles Martinet           |
| Princesa Peach       | Samantha Kelly        | Samantha Kelly             | Samantha Kelly             |
| Toads                | Samantha Kelly        | Samantha Kelly             | Samantha Kelly             |
| Peach de Oro Rosa    | Samantha Kelly        | Samantha Kelly             | Samantha Kelly             |
| Princesa Daisy       | Deanna Mustard        | Deanna Mustard             | Deanna Mustard             |
| Yoshi                | Kazumi Totaka         | Kazumi Totaka              | Kazumi Totaka              |
| Birdo                | Kazumi Totaka         | Kazumi Totaka              | Kazumi Totaka              |
| Bowser               | Kenny James           | Kenny James                | Kenny James                |
| Bowser Jr.           | Caety Sagoian         | Caety Sagoian              | Caety Sagoian              |
| Boo                  | Sanae Suzaki          | Sanae Suzaki               | Sanae Suzaki               |
| Escupicos            | Sanae Suzaki          | Sanae Suzaki               | Sanae Suzaki               |
| Donkey Kong          | Takashi Nagasako      | Takashi Nagasako           | Takashi Nagasako           |
| Diddy Kong           | Katsumi Suzuki        | Katsumi Suzuki             | Katsumi Suzuki             |
| Kamek                | Atsushi Masaki        | Atsushi Masaki             | Atsushi Masaki             |
| Rosalina             | Laura Faye Smith      | Laura Faye Smith           | Laura Faye Smith           |
| Comentarista (Tenis) | Scott Burns           | Jesús Ángel Rodríguez Gago | Jesús Ángel Rodríguez Gago |
| Comentarista (Golf)  | Robert Tunstall       | Camilo Alba Navarro        | Alberto Arias Pérez        |

## Recepción
Mario Sports Superstars recibió críticas mixtas, de acuerdo con el agregador de reseñas Metacritic. Destructoid lo llamó una «experiencia perezosa, solo desarrollado únicamente con el propósito de vender lo que son básicamente cartas Topps marca Mario». Nintendo Life dijo que, como experiencia para un jugador, era «totalmente funcional pero dolorosamente sin vida». En mayo de 2017, el videojuego había vendido más de 92 829 copias en Japón.